# Музей Телеком
Музей Телеком, или Национальный телекоммуникационный музей (малайск. Muzium Telekom; Muzium Telekomunikasi Negara) — музей, расположенный в Куала-Лумпуре (Малайзия). Посвящён истории телекоммуникационной отрасли Малайзии с 1870-х годов. 

## История

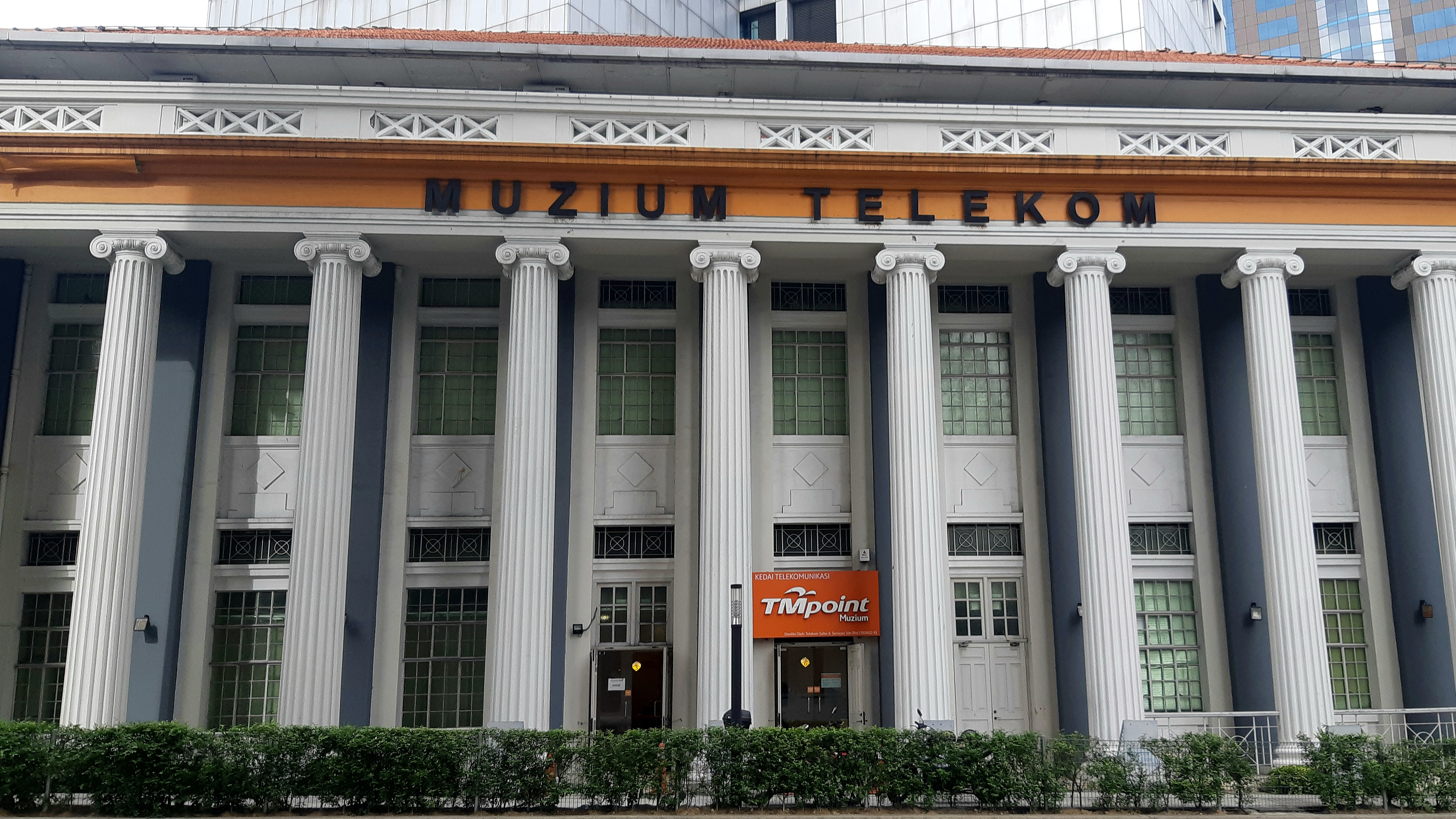
Фасад, выходящий на Jalan Gereja.

Здание музея построено в неоклассическом стиле в 1928 году. В нём находилась ручная телефонная станция, которая в 1938 году была модернизирована и стала первой механической станцией в Британской Малайе. Здание имеет два совершенно разных лица. Фасад, выходящий на Jalan Gereja, имеет восемь классических греческих или римских колонн, в то время как фасад, выходящий на Jalan Raja Chulan, имеет почти центральноевропейский вид с аркой, ведущей в центральный двор. 
В начале 1980-х годов телекоммуникационная компания Telekom Malaysia подыскивала место в Куала-Лумпуре для размещения офиса и хранения телекоммуникационного оборудования. В 1984 году компания решила использовать место этого здания, которое планировалось снести. Однако оно было вовремя спасено, когда в 1985 году премьер-министр Махатхир Мохамад предложил сохранить здание, а Национальный архив Малайзии впоследствии объявил здание исторической достопримечательностью. Telekom Malaysia решила превратить здание в музей. Строительство музея было завершено в 1989–1992 годах, а музейные материалы и коллекции были собраны в 1993–1994 годах. 3 июня 1994 года музей был официально открыт для публики.

## Экспозиция
Коллекция музея охватывает более чем столетие телекоммуникационной отрасли в Малайзии. Экспозиция содержит исторические экспонаты от раннего оборудования для азбуки Морзе и макеты передающих офисов, полностью со звуком и телеграфа до цифровой революции XX века. На выставке представлен старый телефонный справочник 1939 года, озаглавленный «Для Пенанга, провинции Уэллсли, Малакки и Федеративных Малайских Штатов со списками абонентов систем Джохора и Кедаха». На обложке размещена реклама пива Allsopp's Beer (пивоварня из Бертона-он-Трента). По мере продвижения во времени экспонаты переходят к телефонам, коммутаторам, морским коммуникациям, железнодорожным коммуникациям и многому другому.
Музей рассказывает о том, что японская оккупация (1942-1945) была чёрным периодом для телекоммуникаций в Малайзии. Тысячи телефонных столбов и миль медного кабеля были вывезены и использованы японцами в военных целях. В некоторых районах оборудование было демонтировано и отправлено в Японию. Позже ещё больше было уничтожено оккупантами, когда вторжение союзников выглядело неизбежным.
Одним из экспонатов является диорама главной передающей и приёмной станции в Букит Нанас, которая была завершена в 1959 году. Это была красно-белая стальная мачта, которую прозвали Эйфелевой башней Куала-Лумпура, и которая была важной достопримечательностью. Предположительно, она стояла на том же холме, где сейчас стоит новая башня Куала-Лумпура. Верхний этаж музея посвящён современной эпохи телекоммуникаций.